# Parafia św. Jerzego w Wielkich Świrankach
Parafia św. Jerzego w Wielkich Świrankach – rzymskokatolicka parafia znajdująca się w diecezji grodzieńskiej, w dekanacie Ostrowiec, na Białorusi.
Do parafii należy kaplica filialna pw. Matki Bożej Częstochowskiej w Podolcach.

## Historia
Obecny kościół wzniesiono w II połowie XVII w. Był on fundacji wileńskiej kapituły katedralnej, do której należała wieś do czasów zaborów.
W XIX w. parafia należała do dekanatu świrskiego diecezji wileńskiej, natomiast w II Rzeczypospolitej do dekanatu Worniany archidiecezji wileńskiej.
W 1951 kościół został znacjonalizowany przez komunistów i w kolejnych latach był siedzibą sklepu.
Po upadku komunizmu wybudowano kaplicę w Podolcach, konsekrowaną 14 maja 1995. W 1998 zwrócony został kościół parafialny, w kolejnym roku odrestaurowany.

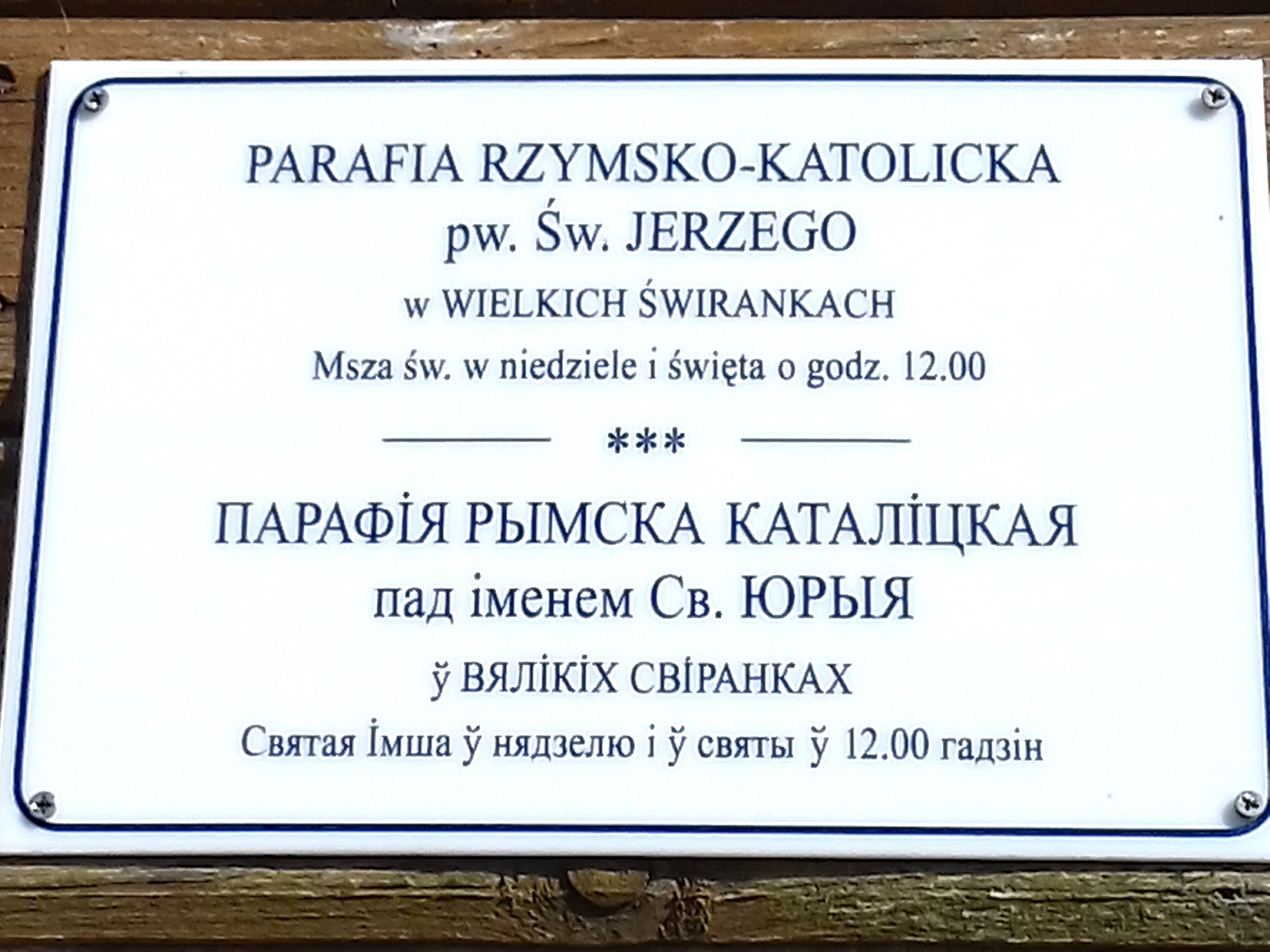
dwujęzyczny szyld parafii
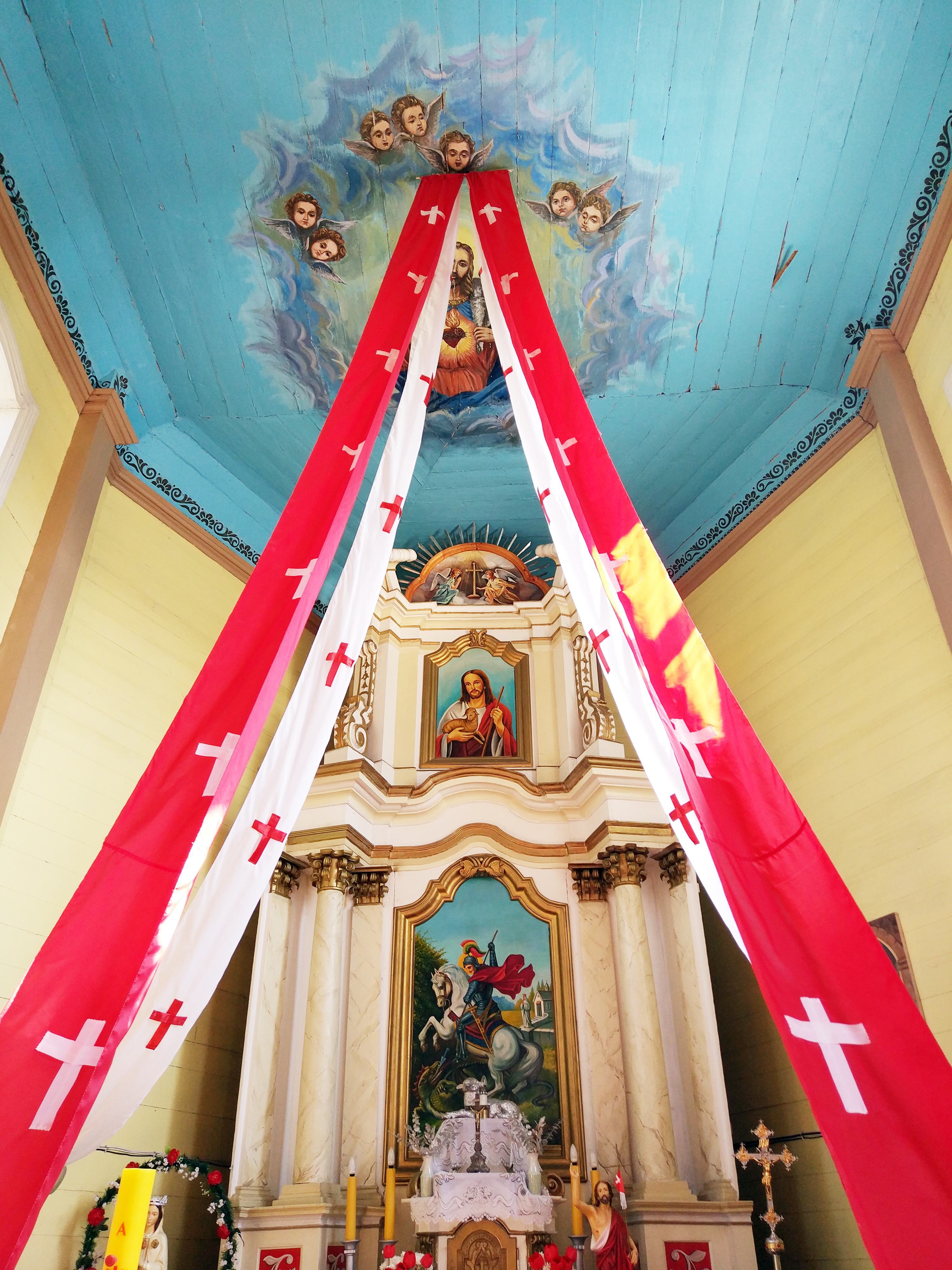
ołtarz główny w kościele św. Jerzego